# توني كيج
توني كيج (بالإنجليزية: Tony Caig) (11 أبريل 1974 في المملكة المتحدة - ) هو لاعب كرة قدم بريطاني في مركز حراسة المرمى. لعب مع تشارلتون أثلتيك ونادي بارنسلي ونادي بلاكبول ونادي هيبرنيان ونيوكاسل يونايتد وهيوستن دينامو ونادي كارلايل يونايتد ونادي هارتلبول يونايتد وفانكوفر وايتكابس (نادي كرة قدم) ونادي تشيسترفيلد ونادي ووركينغتون وGretna F.C. ‏.

## وصلات خارجية
- توني كيج على موقع الدوري الأمريكي (الإنجليزية)
- توني كيج على موقع قاعدة بيانات كرة القدم.إي يو (الإنجليزية)
- توني كيج على موقع Soccerbase.com (لاعب) (الإنجليزية)
- توني كيج على موقع Soccerway.com (الإنجليزية)
- توني كيج على موقع عالم كرة القدم.نت (الإنجليزية)